# Cycas ophiolitica
Cycas ophiolitica K. D. Hill, 1992 è una pianta appartenente alla famiglia delle Cycadaceae, endemica dell'Australia.

## Distribuzione
La specie è endemica del Queensland (Australia), con un areale ristretto all'area tra Marlborough e Rockhampton.
Cresce da 150 a 230 m di altitudine.